# Przestęp dwupienny
Przestęp dwupienny (Bryonia dioica Jacq.) – bylina z rodziny dyniowatych. Występuje w środkowej i południowej Europie oraz w Anglii i Danii. W Polsce gatunek rzadko uprawiany i dziczejący, (kenofit). Bulwy tego gatunku nosiły angielską nazwę „English mandrake” („angielskiej mandragory”) ze względu na podobieństwo i zakres dawnych zastosowań medycznych. Wszystkie organy tych roślin są trujące, a korzenie w stanie świeżym działają bardzo drażniąco na skórę.

## Morfologia
ŁodygaPnąca się do 4 m długości, z czepnymi wąsami.
LiścieDłoniaste, pięcioklapowe, całobrzegie, lub nielicznie ząbkowane. Środkowa klapa trochę dłuższa od pozostałych.

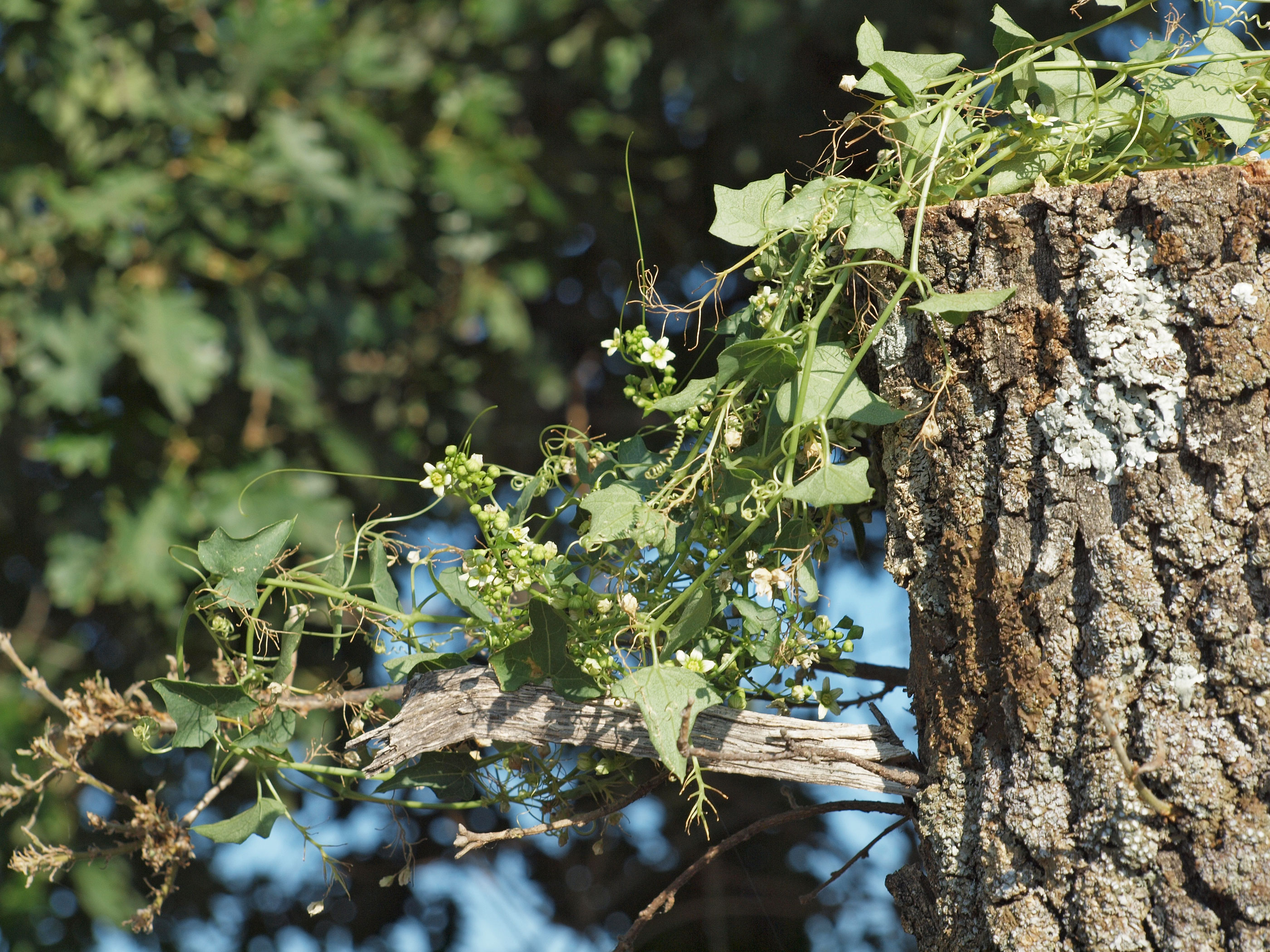
Pokrój
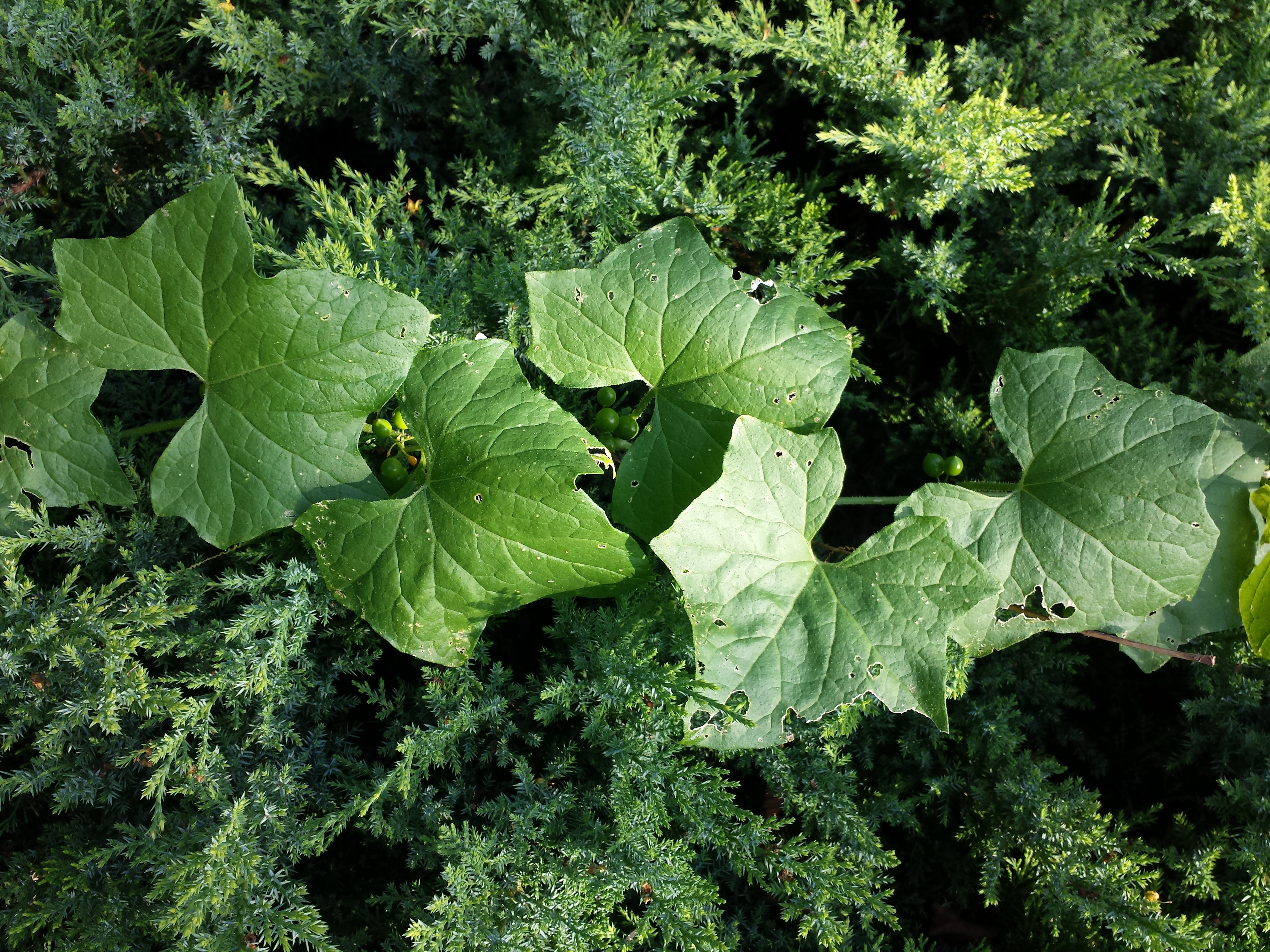
Liście
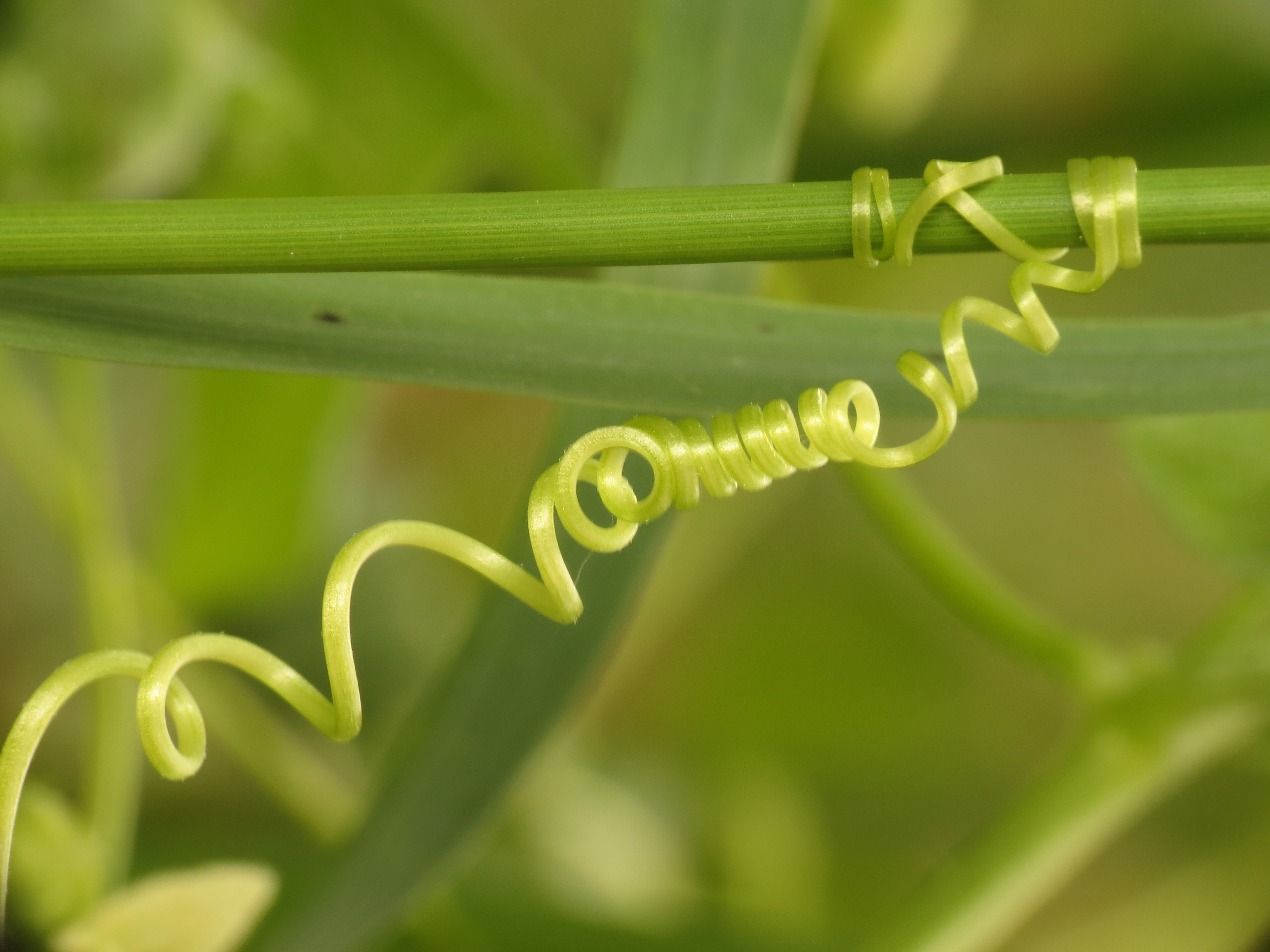
Wąs czepny

KwiatyRoślina dwupienna. Kwiaty zielonkawobiałe, drobne. Żeńskie kwiaty mają długość ok. 6 mm, posiadają resztki silnie owłosionych pręcików i zebrane są w baldachokształtne pęczki. Mają 5-ząbkowy kielich o połowę krótszy od korony i pojedynczy słupek. Kwiaty męskie z 5 pręcikami zebrane są w grona. Kwitnie w czerwcu i lipcu.
OwoceDrobna, czerwona jagoda.

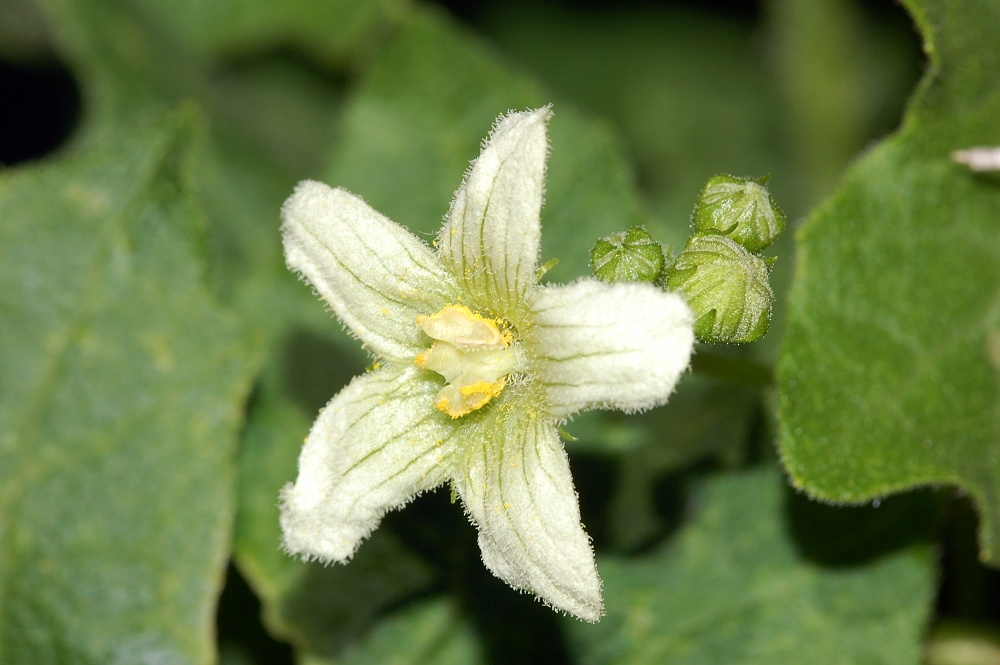
Kwiat męski
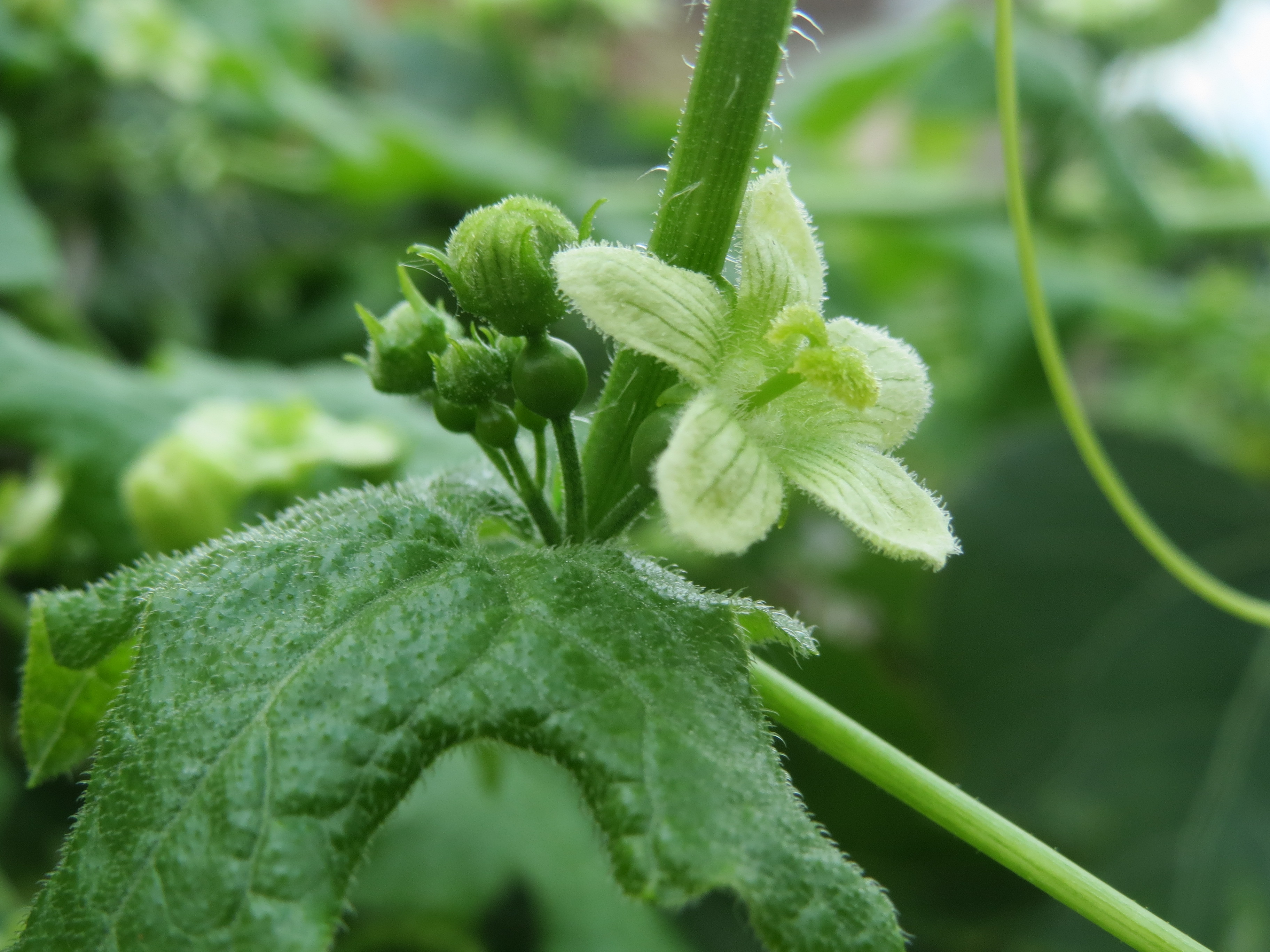
Kwiat żeński
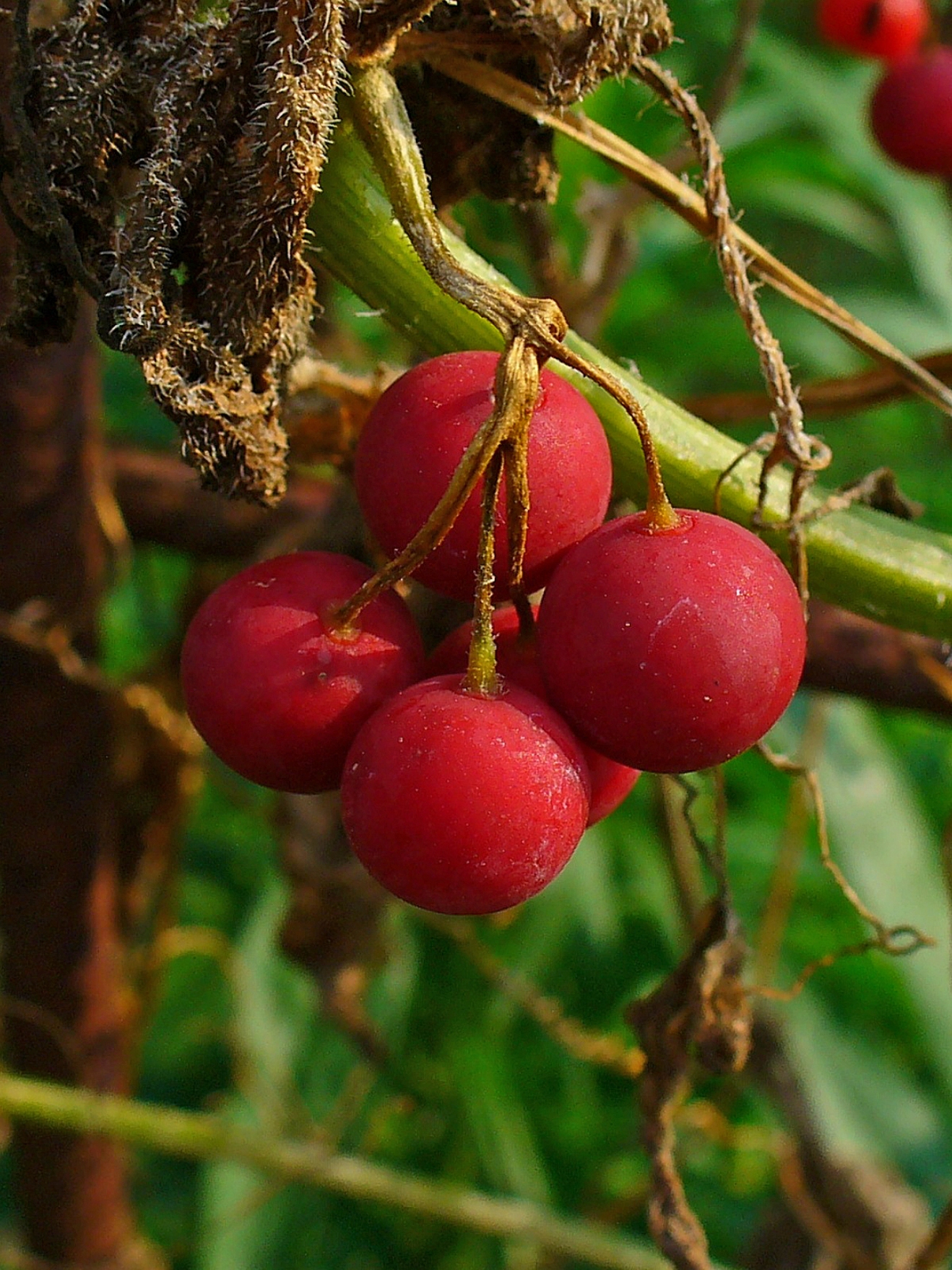
Owoce

## Biologia i ekologia
Rośnie przy płotach i w zaroślach, w miejscach ruderalnych. Hemikryptofit. Roślina trująca.